# Volt egyszer egy ház
A Volt egyszer egy ház (eredeti cím: Byl jednou jeden dům) csehszlovák televíziós sorozat, amelyet František Filip rendezett.

## Epizódok
| #  | Eredeti cím         | Magyar cím              | Eredeti premier  | Magyar premier     |
| -- | ------------------- | ----------------------- | ---------------- | ------------------ |
| 1. | Stehovavá trafika   | Költözik a trafik       | 1975. január 5.  | 1977. november 8.  |
| 2. | Bio Ilusion         | Mozi-illúziók           | 1975. január 12. | 1977. november 15. |
| 3. | Jízda do tunelu     | Befelé az alagútba      | 1975. január 19. | 1977. november 24. |
| 4. | Dábelské ostrovy    | Ördögsziget             | 1975. január 26. | 1977. november 29. |
| 5. | Obvaziste Boccaccio | Barikád a mellékutcában | 1975. február 1. | 1977. december 6.  |

## Szereplők
| Színész                | Szereplő                                  | Magyar hang       |
| ---------------------- | ----------------------------------------- | ----------------- |
| Miloš Nedbal           | Alexander Nerudny, tanácsos és üzletember | Egri István       |
| Vladimír Ráž           | Hektor Nerudny                            | Somogyvári Pál    |
| Alena Vránová          | Klára Nerudna                             | Voith Ági         |
| Josef Bláha            | Achilles Nerudny                          | Láng József       |
| Libuše Švormová        | Berta Nerudna                             | Mednyánszky Ági   |
| Josef Abrhám           | Páris Nerudny                             | Deák B. Ferenc    |
| Jiří Adamíra           | Patrokles Nerudny                         | TBA               |
| Jiří Sovák             | Matej Budák, szénbányász                  | Raksányi Gellért  |
| Vladimír Menšík        | Eduard Drvota, kézműves                   | Gera Zoltán       |
| Míla Myslíková         | Terezie Drvotáné, Eduardova felesége      | Náray Teri        |
| Jiří Hrzán             | Tutek Drvota, Drvotu fia                  | Székhelyi József  |
| Zuzana Ondrouchová     | Majka Drvotova, Drvotu lánya              | TBA               |
| František Kovářík      | Nagypapa                                  | Siménfalvy Sándor |
| Jana Hlaváčová         | Andela Hrachová, gondnok                  | TBA               |
| Josef Vinklář          | Arnost Tichácek                           | TBA               |
| Jaromír Hanzlík        | Martin Hrach, Andelin fia                 | TBA               |
| Josef Somr             | Josef Soumar, trafikos                    | TBA               |
| Jaroslava Obermaierová | Ruzena Soumarová Nerudná                  | TBA               |
| Jiří Vala              | Dlask, a festőművész                      | Bárány Frigyes    |
| Karel Höger            | Vendelín Dalibor Ehrlich, festő és költő  | TBA               |
| Libuše Havelková       | Madam                                     | TBA               |
| Josef Větrovec         | Václav Ulcs rendőr                        | Hadics László     |
| Dana Medřická          | Ulcsné, Václav felesége                   | Zolnay Zsuzsa     |
| Eva Hudečková          | Pipina Ulčová Ulcsék lánya                | Bánsági Ildikó    |
| Jan Skopeček           | Tvaroh, a szabó                           | TBA               |
| Slávka Budínová        | Tvarohné                                  | TBA               |
| Václav Postránecký     | Premek Tvaroh                             | TBA               |
| Jana Šulcová           | Jarmila Klabíková kisasszony              | Tordai Teri       |